# Jiangxititan
Jiangxititan („Titán z Ťiang-si“) byl rod titanosaurního sauropodního dinosaura, žijícího v období nejpozdnější křídy (věk maastricht, před 72 až 66 miliony let) na území současné Číny. Přesnější datování sedimentů na lokalitě objevu činí 66,7 milionu let.

## Objev a popis
Fosilie tohoto sauropoda byly objeveny v sedimentech geologického souvrství Nan-siung na území provincie Ťiang-si (v čínském přepisu do latinky (pchin-jinu) Jiangxi - odtud rodové jméno dinosaura). Lokalita objevu se nachází v blízkosti města Kan-čou (obec Tchan-kchou), což dalo tomuto taxonu jeho druhové jméno (název města v pchin-jinu je Ganzhou). Objeveno bylo pouze několik krčních a hrudních obratlů, některé i s fragmenty žeber. Typový druh Jiangxititan ganzhouensis byl formálně stanoven v září roku 2023.

## Systematika
Jednalo se patrně o středně velkého zástupce kladu Lognkosauria, sauropodů známých pro své obří rozměry (například argentinské rody Puertasaurus nebo Futalognkosaurus). Podle provedené fylogenetické analýzy spadá tento sauropod do kladu Lognkosauria a jeho blízkými příbuznými jsou tak například rody Quetecsaurus, Futalognkosaurus, Argentinosaurus, Notocolossus, Patagotitan nebo Puertasaurus. Sesterským taxonem je pak čínský rod Mongolosaurus.